# Дзянмън
Дзянмън е град в провинция Гуандун (Кантон), Югоизточен Китай. Общото население на целия административен район, който включва и града, е 4 450 703 жители (2010 г.). Общата площ на административния район е 9443 кв. км. Намира се в часова зона UTC+8. Пощенският му код е 529000, а телефонния 750. Градът и съседните села поддържат връзки с китайците извън Китай откъдето китайците живеещи в други страни са тръгнали първоначално. През 2011 г. градът забранява притежанието на кучета като домашни любимци след като 42 души умират от бяс през предишните 3 години.